# Commandant Teste (porte-hydravions)
Pour les articles homonymes, voir Teste.
Le Commandant Teste est un transport d'hydravions français. 
Construit par les chantiers de la Gironde entre 1927 et avril 1929, il connut une carrière agitée et fut présent dans les principaux drames de la marine française pendant la Seconde Guerre mondiale (d'abord l'Attaque de Mers el-Kébir le 3 juillet 1940, et le sabordage de la flotte à Toulon le 27 novembre 1942). Son nom est un hommage au capitaine de corvette Paul Teste (1892-1925), un des pionniers de l'aviation navale en France.

## Conception
Ce porte-aéronefs était conçu pour trois missions. D'abord, servir de base flottante d'entretien et de ravitaillement pour les formations d'hydravions. Ensuite, transporter les appareils nécessaires aux porte-avions et bases aériennes. Enfin, servir de plate-forme de lancement d'hydravions en appui à une force ou une action navale. 
Pour cela, il était doté de quatre catapultes, de cinq grues d'une capacité de 12 t, d'une rampe d’amerrissage au cul du bâtiment, de tangons disposés le long du bord pour l'amarrage d'hydravions, d'un important approvisionnement en carburant et en huile, d'un réseau complet de distribution, d'ateliers d'entretien et de réparation, et d'un grand hangar (84 × 27 × 7 m) lui permettant d'accueillir à son bord 26 hydravions de type CAMS 55.
Son artillerie se composait de 12 pièces simples de 100 mm, 8 pièces simples de 37 mm et de 6 mitrailleuses doubles de 13,2 mm, entièrement destinée à la lutte contre avions, ce qui constituait une première dans la Marine nationale française.
Sa propulsion était constituée de turbines à engrenage Schneider-Zoelly, fonctionnant avec quatre chaudières Loire-Yarrow à vapeur surchauffée, faisant tourner deux hélices, pour une puissance de 21 000 ch. La vitesse la plus élevée atteinte étant de 21,77 nœuds lors d'un essai de trois heures à feux poussés, pour une vitesse normale de 20,5 nœuds.

## Carrière
La construction du navire est financée par la tranche 1925, votée le 13 juillet 1925. Mis sur cale aux Forges et chantiers de la Gironde, à Bordeaux, le 6 septembre 1927, il est lancé le 12 avril 1929 et admis au service actif le 18 avril 1932.
Il réalise sa croisière d'endurance au départ de Toulon le 30 mars 1932, en longeant les côtes d'Algérie, de Tunisie et de Corse et en essayant un nouveau dispositif de récupération d'hydravion, puis est admis au service actif le 18 avril 1932.

### Intervention à Djibouti
Le Commandant Teste appareille le 26 mars 1933 de Toulon, à destination de Saïgon, avec la mission de livrer des matériels d'aviation en Indochine. Il embarque 4 Gourdou-Leseurre GL-810 HY de l'escadrille de surveillance 7S2 affectée à son bord, trois Farman F.168 Goliath de l'escadrille 3B1 de Berre dotés d'approvisionnements pour un mois et un lot de bombes, de munitions et de mitrailleuses issus de l'artillerie navale de Toulon. Le détachement aéronautique des escadrilles comprend 35 personnes et une compagnie de tirailleurs sénégalais fait aussi partie du voyage. Le navire rallie Beyrouth le 30/31 mars où il embarque du matériel. L'aviso Ypres (ex-Dunkerque) l'a précédé dans ce port, d'où il est parti le 30 mars et se dirige vers Djibouti, la destination réelle du Commandant Teste. 
Le gouverneur de la Côte française des Somalis a prévenu le gouvernement français de la présence de bandes éthiopiennes aux frontières de son gouvernorat en février 1933. L'aviso Vimy et le patrouilleur Diana débarquent alors des troupes à Djibouti pour assurer la défense de la colonie. Face à cette situation, le ministère des Colonies et le chef d'état-major de la Marine Georges Durand-Viel décident en mars 1933 de l'installation d'un détachement aérien permanent à Djibouti, dont le matériel va être transféré par le Commandant Teste.
Le navire arrive le 5 avril 1933 à Djibouti, suivi du Vimy, et débarque les avions et les troupes qu'il a amenés. Les patrouilles quotidiennes réalisées par les Gourdou-Leseurre et les Farman Goliath ramènent rapidement le calme dans les zones frontalières du territoire des Somalis. Le gouverneur reçoit du gouvernement éthiopien l'assurance d'un retour au calme et le Commandant Teste peut suspendre sa mission. Il appareille de Djibouti le 20 avril, relâche à Aden du 21 au 23, à Port-Saïd du 27 avril au 1er mai, et arrive à Toulon le 6 mai. L'idée d'une croisière vers Saïgon est définitivement abandonnée à ce moment.

### Essais et entraînement d'escadre
Les essais d'un dispositif anti-roulis ont lieu à bord du navire en octobre 1933 et dans le détroit de Gibraltar.
En compagnie du ravitailleur de sous-marins Jules-Verne, le Commandant Teste participe à des manœuvres navales au large de Quiberon en mai 1934. L'exercice a pour but  d'intercepter une force navale chargé de détruire un convoi de troupes venu d'Afrique du Nord, avec les croiseurs Dugay-Trouin, Foch, Tourville, Dupleix et Colbert, et trois divisions de contre-torpilleurs sous la conduite du Bison.

### Guerre d'Espagne
La Marine nationale engage ses porte-aéronefs dans la guerre d'Espagne et en retire de l'expérience opérationnelle,. Le Commandant Teste évacue des réfugiés anti-gouvernementaux à Barcelone en août 1936 puis participe à la protection des lignes commerciales à partir de 1937.

### 1937 - 1940, transport d'avions
Le Commandant Teste sert régulièrement de transport d'aviation pour renforcer les défenses des territoires français et coloniaux à partir de 1937.
Un groupe de 28 chasseurs est chargé à Hyères à bord du porte-hydravions le 2 novembre 1937, dont 18 Dewoitine D.510 du GC II/1 d’Étampes, 5 Dewoitine D.510 destinés au 5e groupe autonome de Sidi-Ahmed et 5 Nieuport-Delage NiD.622.
Le GC II/1 participe pendant trois mois à une série de manœuvres entre Tunis et Alger, le navire étant chargé de sa protection. L'arrivée a lieu à Tunis le 4 novembre 1937. Au retour, 10 appareils du GC II/1 sont hissés à bord du navire le 22 février 1938 et reviennent à Étampes le 26 février, 5 exemplaires étant versés au 5e groupe autonome et le reliquat abandonné sur perte ou usure.
Le transport d'hydravions réalise des manœuvres avec la 3e division de croiseurs vers Dakar le 17 février.
Le transfert du 1er groupe de la 6e escadre et ses 21 Morane-Saulnier MS.406 est effectué de Hyères vers l'Algérie en février-mars 1939, dans le but de renforcer les défenses de l'Afrique du Nord.
Un mouvement identique a lieu vers Beyrouth avec le transport et le débarquement le 10 février 1940 de 26 Morane-Saulnier MS.406 destinés au groupe de chasse I/7 basé à Rayack,.
L'activité de transport est intense pendant les mois de mai et juin 1940 avec du 4 au 18 mai, 6 Potez 63 et 1 Morane 406 à Port-Saïd, 13 Potez 63, 2 Loire 130 et 11 véhicules à Beyrouth, du 17 au 18 mai d'Alger à Toulon 38 véhicules du 1er groupe de la 62e escadre de bombardement et de Toulon à Alger, quarante avions-école le 22 mai, autant le 26 mai et quarante encore le 14 juin 1940,.

### Opération Catapult
Le 3 juillet 1940, Le Commandant Teste se trouve à quai à Mers el-Kébir quand l'opération Catapult est déclenchée, amarré à côté du cuirassé Bretagne et regroupé avec les navires de lignes Dunkerque, Provence et Strasbourg. 
Lors de cette attaque, il sort miraculeusement intact : il est juste atteint par des éclats, dont un important qui touche le mât arrière. Ses embarcations portent ensuite secours aux survivants du Bretagne, qu'il accueille à son bord. Le navire se déplace ensuite du port vers la rade d'Oran.
Le porte-aéronef quitte la rade le 4 juillet pour Bizerte, en échappant de peu au sous-marin HMS Proteus (N29), qui ne réussit pas à se placer en position de tir après l'avoir repéré.

### Sabordage et réutilisation
Il rejoint ensuite le port de Toulon où il est placé en gardiennage puis sert au groupe des écoles.
Il s'y trouve toujours quand, le 27 novembre 1942, l'amiral Jean de Laborde ordonne de saborder la flotte française basée à Toulon, après l'invasion de la zone libre par les Allemands. Il sera renfloué en 1943 par les Italiens, puis de nouveau coulé en 1944 par des bombardiers alliés.
Après avoir été le sujet en juin 1945 d'une discussion quant à la décision de le démolir ou de le transformer en porte-avions léger, il sera finalement utilisé comme entrepôt flottant en 1950, puis vendu pour être démoli en 1963.

## Aviation embarquée
Le Commandant Teste embarque en septembre 1931 l'escadrille 7S2, suivie de la 7B2 en janvier 1932, l'armement définitif du groupe des escadrilles du Commandant-Teste intervenant le 1er mars 1932. 
Le groupe des escadrilles du Commandant-Teste devient en octobre 1938 la flottille d'aviation embarquée F1H, formée des escadrilles HB1 (ex 7B2) et HS1 (ex 7S2). Deux escadrilles sont ajoutées à la F1H, la HC1 de chasse en juillet 1939, puis la HB2 de bombardement en septembre 1939, la HC1 étant dissoute en novembre 1939 à la suite de problèmes techniques sur ces hydravions.
La flottille F1H est débarquée le 31 janvier 1940 à Arzew et dissoute en août 1940.
- Équipement des unités aériennes

| Unité        | Création       | Dissolution   | Équipement |
| ------------ | -------------- | ------------- | --- |
| 7S2          | septembre 1931 | octobre 1938  | Gourdou-Leseurre 810/811 jusqu'en octobre 1935, Gourdou-Leseurre 812/813 à partir d'avril 1938                                                          |
| 7B2          | janvier 1932   | octobre 1938  | Levasseur P.L.14 jusqu'en novembre 1933, CAMS 37 et CAMS 55 jusqu'en juillet 1934, Levasseur P.L.15 à partir d'avril 1934, Loire 130 partir de mai 1938 |
| HB1 (ex 7B2) | octobre 1938   | août 1940     | Jusqu'en avril 1939, Levasseur P.L.15, à partir de décembre 1938, Latécoère 298                                                                         |
| HS1 (ex7S2)  | octobre 1938   | août 1940     | Loire 130 |
| HC1          | juillet 1939   | novembre 1939 | Loire 210 |
| HB2          | septembre 1939 | août 1940     | Latécoère 298 |

## Performances
Si le Commandant Teste permettait d'avoir à un faible coût, un complément aéronaval au porte-avions Béarn, alors seul porte-avions français, ses capacités au combat sont réduites. Sa vitesse de 21 nœuds était insuffisante pour accompagner une escadre. Lors d'essais menés en 1937, il est démontré que si le navire peut lancer quatre hydravions en 7 minutes, il lui faut trois-quarts d'heure pour les rembarquer  donc difficilement soutenable en conditions de combat à la mer. Le navire souffre aussi d'hydravions peu performants, comme le Loire 210 dont la vitesse plafonne à 300 km/h donc dépassé par la plupart des chasseurs aéronavals lorsqu'il est mis en service en août 1939. Cet hydravion connait aussi des problèmes avec son aile pliante, cinq se crashent en moins de trois mois et la marine nationale finalement décidera de l'abandonner.

## Personnalités ayant servi sur le bâtiment
- René Duvauchelle (1912-1941), Compagnon de la Libération, pilote dans l'escadrille HB2.